# Parafia Matki Bożej Wspomożenia Wiernych w Piłatce
Parafia MB Wspomożenia Wiernych w Piłatce - parafia rzymskokatolicka znajdująca się w diecezji sandomierskiej w dekanacie Modliborzyce.